# Sântana
Sântana (udtale: sɨnˈtana; tysk: Neusanktanna; ungarsk: Újszentanna) er en by i det nordvestlige Rumænien, i distriktet Arad. Den fik byrettigheder i 2003 og administrerer en landsby, Caporal Alexa (Erdőskerek).
Sântana har 12.460 (2021) indbyggere.
Byen ligger på den nordlige del af Arad-plateauet, ca. 29 km fra distriktets hovedby, Arad.

## Historie
Den første dokumenterede omtale af lokaliteten under navnet Sântana er fra 1828. Bosættelsen er et resultat af den fortsatte udvikling af Comlăuș, en lokalitet, der allerede blev nævnt i 1334. Landsbyen Caporal Alexa blev nævnt i 1334, da den hed Kerecton. Indtil 1926 hed den Cherechiu, som stadig er dens hverdagsnavn.